# 日本景観学会
日本景観学会（にほんけいかんがっかい、英名 The Japanese Society of KEIKAN）は、景観学を構築し景観からの国造りを目指す学会。
事務局連絡先
〒214-0033　神奈川県川崎市宮前区菅生3-18-15

## 主な活動
- 大会・講演会の開催、学会誌・書籍の刊行など[1]

## 学会誌
- 『KEIKAN』